# Тунгџи (династија Ћинг)
Тунгџи из династије Ћинг (кин: Tongzhi (光绪); око 1861/27. април 1856, Ђингши - 12. јануар 1875, Ђингши) био је кинески цар у периоду 1861—1875. године.
Током његове владавине Кина се, накратко, опоравила. Тај период познат је под именом „Тунгџијева рестаурација”.
За време његове владавине Кина је била насељенија од свих европских држава. Кинези сачињаваху једну масу од 350 до 400 милиона душа, с једним језиком и једнаким обичајима. То је била једна трезвена и вредна народност, којој нема равна у вештини да створи погодне прилике, да на малом простору може живети много људи; око великих кинеских река становништво је било најгушће насељено на целом свету. Земљиште је обрађено најмарљивије што може бити, и то већином људском руком: Кина је личила на какав пространи врт. — Кинези су вешти и стрпљиви радници; њихова је индустрија много надмашавала западњачку индустрију, све док машине нису европљанима дале превагу. Исто тако у Кини је имало и много великих градова; рачуна се да их је имало 42 који пребацују преко 100 000 становника, а неки их имају и по милион. — Кина има своју добро уређену управу; мандарини, који земљом управљају, учени су људи, који су прелазили из чина у чин и тако пролазили читав низ утакмица.
Кад су се европска и кинеска цивилизација сусреле, мислило се у почетку, да ће се оне измирити и утврдити пријатељске односе.
Но изгледало је, као да има између Кинеза и европљана нека несавладљива природна одвратност. Све оно што сачињава стварну величину европске цивилизације, науке, уметности, вера итд., све то остаје за Кинезе неприступачно, затворено, или пак они све то друкчије разумеју него они. Изгледа као да они презиру и само напредовање и да се пре свега труде да сачувају обичаје својих предака. Они су с неповерењем гледали долазак европљана, као опаких и лажљивих варвара. Европљани су им се представили као трговци и као војници; и у европској култури Кинези су видели као нешто најуочљивије, најразговетније —ватрено оружје као оруђе за убијање, и опијум, којим су енглески трговци тровали кинеске пушаче.
За време Тунг-џ’а су готово све европске државе склопиле с владом уговоре, којима им је дато право, да тргују са извесним пристаништима.

## Порекло
Отац му је био цар Сјен-фенг из династије Ђинг, а мајка Сјен-фенгова конкубина Циси. Припадао је динанстији Ђинг, коју су основали његови преци, Татари из Манџурије, још 1664. године. Тада су Татари из Манџурије продрли у Кину и њихов је поглавица заузео престо. Они нису дирали кинеских обичаја и ови су се главни представници жуте расе ширили и на копну и по острвима.

## Долазак на престо
Дошао је на престо после смрти свог оца цара Сјен-фенга, 1861. године, када је имао 5 година (по кинеском рачунању са 6 година). Млади владар узео владарско име Тунг-џ’. Владао је под регентима, који су завели тријумвират. На њиховом челу је била царева мајка, царица Циси.

## Влада и управа
Иако су манџуријски владари династије Ђинг копирали систем кинеске управе која је постојала у време династије Танг (618—907) - а у неким деловима чак још од периода династије Хан (206. п. н. е. - 220. н. е.) - они створили неке важне нове елементе који су раније направљени инструменти ефикаснији.
Главни град Манџуријске империје је пресељен из Шенјанга, на полуострву Љаонинг, у Ђингши 1644. године, који је био главни град династије Минг и остао главни град династије Ђинг до 1911. године, док су Манџурци користили као секундарну престоницу у првих сто година династије Ђинг. Мушким сродницима цара било је дозвољено да учествују - у извесној мери - у централној влади. Браћа и синови цара звали су се Царски принчеви (кин: qinwang 親王). Да бисте избегле борбе око наследства, наследник је био номинован кратко пре смрти цара. Принцезе нису добијале феуде, али су добијале апанажу. Традиционалне титуле три војводе (кин: sangong 三公): Велики инспектор (кин: taishi 太師), Велики ментор (кин: taifu 太傅), Велики чувар (кин: taibao 太保) и Три усмаљеника (кин: sangu 三 孤) били чисто почасни у пракси. Велико царско домаћинство са царском палатом требало је посебну агенцију, Царски кућеодржаватељи одељења (кин: neiwufu 內務府). Већина порука од царског домаћинства су прво прегледали евнуси; највиши међу њима имао велики значај у избегавњу свакодневног пословања. Централну владу је први пут предводио Велики Секретаријат (кин: neige 內閣) који је радио по угледу на традиционалну кинеску владу, са академијама на палати за регрутовање највиших званичника за превод едиката и докумената на кинески и манџурски језик, итд.
Постојало је шест министарства:
- Министарство особља (кин: 吏部),
- Министарство прихода (кин: 戶 部);
- Министарство обреда (кин: 禮部),
- Министарство рата (кин: 兵部),
- Министарство правде (кин: 刑部),
- Министарство јавних радова (кин: 工部).

Свако министарство је предводио министар (кин: shangshu 尚書) и Цензорат (кин: duchayuan 都察院).
Почетком XIX века утицај Великог секретаријата се постепено смањује и институција се претворила у апарат папирологије. Уместо тога, првобитно незванични Државни савет (кин: (junjichu 軍機處) је преузео власт. Ту је председавао принц и предводио пет великих министара спољних послова (кин: junji dachen 軍機大臣). За време династије Ђинг почели су да се одржавају велики концили. Цензорат су цареви династије Ђинг темељно копирали администрацију династије Минг и он је имао задатак да одржава дисциплински надзор над службеницима. Његово особље састојао се од цензора за испитивање (кин: jiancha yushi 監察御史). Посебна агенција, у свом значењу готово је једнака као и министри. Постојао је суд колонијалних послова (кин: lifanyuan 理藩院), од 1861. године названом Централном спољним пословима (кин: zongli yamen 總理衙門). Суд колонијалних послова је било дипломатско представништво углавном састављено од Монгола и других централно-азијских народа. Централни спољни послови је била модернија форма страног министарства.
Царска управа је водила неколико судова, канцеларија и дирекција која је управљала питањима комуникације, надлежности, империјалних жртвовања, државних банкета, астрономије, образовања, тока документације између центра и покрајина, и тако даље. Важна канцеларија за велико Царство династије Ђинг била је биро за превод. Он је издавао речнике за монголски, калмички, манџурски, тибетански, турски, арапски, и тако даље. Свака институција, централно и територијално, била је, барем у теорији, на челу са Манџурцем или Кинезом у једнаком броју, што доводи до превеликог бирократског особља.
Територијална управа је била основана по угледу на администрацију династије Минг у провинцијама. Њихова имена су била иста као садашње кинеске покрајине, осим Џилија (кин: 直隸) (данашњи Хебеј); Фенгтијен кин: 奉天 (данас Љаодинг), Кинески или Источни Туркестан (од 1884. провинција Ксинјианг); Тајван је постао провинција 1885. године, Тибет (Xizang 西藏) је био релативно аутономан, подједнако Монголија (звана Улиасутаи кин: 烏里雅蘇 台). Покрајинама су лично руководили гувернери (кин: xunfu 巡撫) за време династије Минг основана је колективна чакијанска кин: 差遣 комисија, али гувернер је био потчињен једном од девет генералних гувернера (кин: zongdu 總 都). Док се гувернери могу посматрати као цивилни администратори и стога су често превођени као "намесници" од стране странаца, гувернерима су, у општем смислу, специјално поверени војни задаци.
Провиције су биле подељене на крајеве (кин: dao 道), администори крајева интенданти (кин: daotai 道 臺) који је морао да надзире пловне путеве, наплату пореза и транспорта, производњу соли и њену продају, и морао је да ради још много специјалних задатака. Они су били директно под контролом централне владе, а не под контролом покрајинских гувернера. Територијална управа сама је организована у префектурама (кин: fu 府; боље-речено: прворазредним префектурама), департманима (zhou 州; боље: другоразредним префектурама) и супрефектурама (ting 廳; боље-речено: трећеразредним префектурама, често се налазе у пограничним регионима). На челу префектуре налазио се префекат (кин: zhifu 知府). Префектуре су буле подељене на округе (кин: xian 縣), на чијем челу је био административни чиновник (кин: zhixian 知縣).
У спољној Монголији, племена су била организована у лигама (кин: meng 盟). У XIX веку, те територије су пале под контролу централне владе, као и Тибет, где влада династије Ђинг влада стационирала два представника, Великог министра Суперинтенданта (banshi dachen 辦事 大臣, у Манџурији назван амбан).
Војска династије Ђинг организовала се у осам армија, првобитно само Манџурских трупа, које су касније повећане на осам Манџурских и осам Кинеских армија. Сваком армијом је командовао врховни командант (кин: dutong 都 統) и остао је у надлежности цара или једног од царских принчева. Неке армије су стациониране у главном граду или чак деловале као дворска стража, друге армије су стациониране у посебним гарнизонима широм царства. Војни гарнизон је био наследан, а армијске породице живеле су заједно са Манџурским војницима у војним гарнизона. Кинеске трупе су генерално означене као "Зеленог Стандарда" (кин: lüying 綠營).
Веома важан аспект кинеске владе и управе био је конкурентан за запошљавање државних службеника, настао за време династије Танг и усавршаван за време династије Сонг (960—1279) и за време династије Минг. Овај систем се ослањала на отворени конкурс прегледа са годишњим квотама од званичника (манџурским, монголским и кинеским) из сваког региона. Први корак у хијерархији испитивања били су испити префектуре. Дипломирања су доводила до титуле Шенгјуан (кин: 生 員). Лицима која су прошла покрајински испит (кин: juren 舉人) било је дозвољено да преузму именовања нижег нивоа. Они који су положили градске испите звали су се Јинши (кин: 進士) и имали су право да постану званичници са вишим чиновима после даљих студија на централној Ханлин академији. Именовање (кин: xuanju 選舉) је потребан избор у складу са потребама. Испитивања су три дана дуга и требало је да буду написани у клаусуре где су кандидати тражили да преводилаца ставове из конфучијеве класике и да пише есеје у прописаним књижевним облицима. Све званичне поруке су оцењени у девет ранга система (кин: jiupin 九品) који је био наслеђе из периода Веи кин: 曹魏 (220—265). Иако се чинило да је овај отворени систем регрутовања сасвим објективан и фер, он је оштетио могућност нижих класа да буду у академијама, као и чињеница да су кандидати често високо задужени.

## Опадање привреде
Када је смањен увоз сребра - односно извоз сребра повећан - почев од XIX века, мали бакарни новчић ("готовина") претрпео амортизацију: фаталну ситуацију за ниже слојеве. Корупција, фаворизовање, а непотизам у оквиру кинеске службености има два извора. Први се може видети у претераном централизму администрације династије Ђинг. Владине поруке територијалнј администрацији су окупирале званичнике који је дошли не из стварних покрајина, али су судије морале да се ослоне на помоћ локалних секретара и локалне властеле и са њима имали личне односе са овим људима. Други разлог за пљачке и непотизам менталитета је чињеница да - након проласка тешких државних испита и добијања места локалног гувернера - ново-постављени званичник морао је да награди своје спонзоре и његову породицу док је седео на својој позицији. Поред тога, свакодневна поплава папирологије у централизованом државном апарату доводи до тешких опрезности и нефлексибилности службености. Парализовани упутствима и администраторском контролом цензоратског инспектора, локални званичници нису могли да се носе са новим изазовима у променљивом окружењу. Држава сама наиђе на финансијску кризу након деценија просперитета, а захтеви за финансијску стабилност унутар нестабилне економије вероватно су били велики почетком 19. века. Док су мале земаља Европе могле развити индустријску и капиталистичку привреде, агрономска позадина и губитак монетарних инвестиција није могло помоћи Кини у њеној заосталости која је постала тако очигледна када су агресивни европски трговци покушали да уђу у кинеско тржиште.

## Криза
Током његове владавине проблеми су прогонили Кину. Монетарна инфлација и раширена корупција међу службеницима довела је до бројних сељачких побуна. Дуг период мира и нови устави су допринели наглом повећању раста становништва, са све више људи нису у стању да се храни. Већина Кинеза се бавила пољопривредом, а није било техничког напретка. Још један проблем била је централизована власт, која није пунила државну ризницу.
Са све већим бројем становника, постојала је потреба за распрострањену трговину и трговинске мреже које покривају целу Кину, посебно дуж путева од великих река и канала. Трговцима су биле потребне банке за своје фондове и за финансирање свог пословања.
Влада је покушала да индустријалзује Кину покушавајући да извезе чај и памук. Трговци и произвођачи потом формирају невладине савезе. И поред сиромаштва, неке друштвене групе живе у богатству и конзумирају со са доње долине Јангце уместо да свој луксуз инвестирају у тешку индустрију. Све ово олакшало је продор западник трговаца.
Влада је била уздржана у питању трговине са странцима, али је дозволила да странци купују чај и у једној луци, Кантону, али је одбила да отвори још лука са британским и другим прекоморским трговцима. Питање кријумчарења опијума изазвало је да избију ратови у којима је кина претворена у полу-колонију западних сила.
Постојали су и други проблеми; у огромној империји династије Ђинг живели су различити народи и када је наступила криза они су се побунили, посебно муслимани из Туркестана, који су устали у Гансуу и Ксињиангу. За муслиманима побунили су се и Абориџини у Јунану, Гуејџоу, Сичуану и на Тајвану. Још већа опасност био је продор Русије у централну Азију, али са Русима је дошло до споразума, а побуне Абориџина су угушене.

## Устанци

### Таипиншки устанак
За време њега је увелико трајао, велики Тајпиншки устанак. Централна влада у Ђингшиу није могла да потчини побуњенике, и уместо тога, локални гувернери и богати трговци регрутују војнике да покоре моћно Небеско царство. Три армије локалних гувернера (Зенга Гуофана, Зуа Зонгтанга и Лија Хонгџанга) и западне силе под Фредериком Т. Вардом и Чарлсом Ј. Гордоном са својим "Увек победоносном армијом" су могле да постепено уништавају Небеско царство и накрају је дошло до масакра у Тајпиншкој пресстолници Нанкинга 1864. године. Тако је угушен највећи кинеских устанак у XIX веку.

### Ниански устанак
Ниански устанак (кин: 捻 亂) (1853—1868) су водили сиромашни сељаци и кријумчари са социјалним задатком, да побуне народ Мао кин: 苗 亂 у Гуеиџоуу и мало касније и муслимане кин: 回 亂 (у кини називаних Хуизу) у Јунану, Гансуу и у Синкјангу под Јакуб-бегом до 1878. године, били су јасно оријентисани против кинеске експлоатације и колонизације.

### Последице
Резултат ових побуна је био јасан доказ да је централна влада и даље у стању да контролише своје огромно царство. Уместо тога, локални гувернери и војни команданти су преузели одговорност за актуелну политику - у ситуацији сличној до краја династије Хан, када су генерали могли да контролишу централну владу после гушења побуне Жутих Турбана, с том разликом да су команданти Касне династије Хан покушали да замене цара, док Ли Хонгџанг и његове колеге сматрале моралним бранити трон династије Ђинг од побуњеника. Јер влада није желела да преговара са западним силама, покрајински гувернери су имали одрешене руке у области спољне политике. Економски и демографски утицај ових двадесет година унутрашњег рата био је довољно дубоко да почне да се размишља о "рестаурацији" под царем Тунг-џ’ом: пре изградње модерне индустрије, привреда је у целини морала да буде реконструисана, посебно пољопривреда са задатком грађења насипа, водених токова, резервоара за воду и житница; економска реконструкција је требало да повећа порезе и дажбине, ситуација, која није помогла трговину и размену која је требало да наилази на страну конкуренцију.

## Покушај обнове
Економском утицајем Опијумских ратова и продором западних сила у кинеском систему трговине се углавном види проблем у валути. Огромна количина увозног опијума не може бити уравнотежена са количином извоза кинеске робе. Према уговорима, Кина је морала да плати десетине милиона сребрних долара као ратну одштету западним силама. Кинески трговински баланс је критично угрожен овим чињеницама, а осим тога од инфлације сребрне валуте у односу на златни стандард који је усвојен од стране западних земаља. Посебно је нижа класа кинеског друштва осетила инфлацију сребрног новца и кованица од бакра и цинка. Због Таипингове побуне (1850—1864) обнова државе у време Гуанг-сјиа је била још тежа, а и због присутности национализма, који су помагале стране силе.
Најважније особе овога времена су Ли Хонгџанг (кин: 李鴻章), Зуо Зонгтанг (кин: 左宗棠), и Џанг Џидонг (кин: 張之洞); само су они учествовали у отвореној реформској политици, међу њима је био и принц Гонг (Јисјин) (кин: 恭 親王 奕訢). Током ратова против многих побуњеника, ови нови људи су развили модерну војску која је заменила Манџуријску армијску организацију. Њихов циљ је био, да контролише варваре поред варвара (кин: Yi yi zhi yi (以 夷 治 夷)). Али много важније су биле економске инвестиције реформатора: фабрике, арсенали, бродоградилишта, железаре, пруге, телеграфске линије, радионице за ткање и финансијске институте. Основане су Академије, а кинески студенти одлазе у иностранство да студирају западну технику и науку. Нажалост, главни фокус инвестиција била војна индустрија, а не производи индустрија која би помогла да скупи мало новца у државној каси. Али постоје и успешни примери приватних предузетника као што Танг Тингшу или студената који су постигли много тога у иностранству као Јонг Винг.

## Растаурација
Рестаурација под владавином цара Тунг-џ’а је пратила примере династија Хан и Танг. У првим годинама владавине Тунг-џ’а, кинеска влада је коначно угушила велику Таипингову побуну (1850—1864), која је претила југу Кине, и Нианску побуну (1853—1868) у Северној Кини. Средства из царске ризнице су обновљена, а покушано је да се регрутују добри људи у влади. Систем цивилне службе испита је поново одржан у областима које су дуго биле под контролом побуњеника. Влада се потрудила и да оживљави пољопривредну производњу путем дистрибуције семена и алата и помоћи да се развије нова земља. Програм је такође предузеу да производи модерно оружје, мада напор да се усвоји страна технологија је био само површно успешан, јер проучавање конфучијеве класике, а не западне науке, остао је једини сигуран пут ка званичном напредовању.
Зонгли Јамен ("Канцеларија за управљање генерала") је почео да руководи иностраним пословима, а влада је почела покушавла да се споразуме и бави са Западом. Тунг-џ’ је преузео личну контролу над владом у 1873. када је имао 17. година. Једна од првих ствари је да изда народ са представницима шест страних земаља. По први пут у кинеској историји, цар није захтевао свечано клањање клечењем и додиривање земље челом као знак молитви. Влада је закључила детант са западним силама са споразумима у Тјенцину (1858. године) и Ђингшију (1860. године).
Тунг-џ’ је био слаб, незаинтересован владар, који је стално био под надзором царице Циси. Ускоро и и умро, са непуних 20 година.

## Религија

### Главне кинеске религије
Као владар културног врхунца Кине, цар Тунг-џ’ и његови преци су усвојили државну доктрину Конфучија као своју званичну религију. Конфучије је поштован као највећи научник. Заиста, већина статуа Конфучија су подигнута у време династије Ћинг. Даоизам живео као популарна религија од појаве будизма и био прихваћен као један од три религије Кине конфучијанизам, таоизам и будизам.

### Друге религије

#### Ламаизам
Као и монголских владари, императори династије Ђинг који су склопили савез са Тибетом признали су Ламаизам као посебну религију због политичких разлога: владари Тибета прихватили су номинални суверенитет династији Ђинг над Тибетом, али су желели да имају манастире Ламаисте у Ђингшиу и Тибетански амбасадор боравио је у главном граду Ђинга.

#### Ислам
Ислам (кин: Yisilanjiao 伊斯蘭教) је био распрострањен међу становништвом кинеског Туркестана, али и у многим градовима широм Кине. Ова религија је имала велик значај током владавине цара Тунг-џ’-а.

#### Хришћанство
Хришћанство се почело ширити још за време династије Минг. Језуитски свештеници и судски астрономи Адам Шал фон Бел (кин: Tang Ruowang 湯若望) и Фердинанд Вербист могли освојити поверење царева из 17. века. Бел је увео соларни календар за Кину са 365 дана за годину дана и са 7 дана за недељу. Покушали су да освоје царски двор и највећу елиту за хришћанство без дирања кинеских обичаја и веровања, као и обожавање и државна жртвовања за одлазак у рај. Многи наступи католичке вере заиста су личиле на будистичке праксе, као бајање, звона, свечане молитве, процесије, слике, реликвије, и тако даље. Ватикан је покушао да одврати језуите од Кине. Теолошки разлог је да Кинези нису веровали у небитне супстанце које могу бити одвојене од материје, а да нису видели разлику између природног поретка и људског моралног закона. Суноврат хришћанства у Кини је дошао када је у 18. веку цар одлучио да не прими хришћанство, а иза њега то је одлучио и народ. 1773. године, Језуитском реду се губи траг у Кини, али крајем XVII века, је можда око 100 000 хришћана живело у Кини. Француски и амерички мисионари су били следећи хришћански мисионари који су посетили Кину, али њихов начин да преобрате Кинезе био је веома другачији.

## Уметност
Уметност је за време Гуанг-сјиових предака, па и за време цара Гуанг-сјиа достигла врхнунац. За разлику од уметника династије Минг, занатлије, сликари и калиграфи су током династије Ђинг користили веома старе форме и облике за своје уметничка дела. Посуде од порцелана и посуде са лаком су добиле не само испупчења, која су се прву пут појавила за време династије Сонг, али такође налазимо и бронзане посуде прављене по стилу династија Шанг и Џоу, које су припадале зуну, једној врсти посуда. Било је развијено прављене посуда у облику тикве, које су имале три отвора или више, типичнне „пиринач“ чиније и мале шољице за чај у облику саксије. Типичне плаво-зелене кинеске посуде за време Минга су, за време династије Ђинг, замениле посуде са већим спектаром боја, од наранџасте до зелене и златне; посуде од порцелана су биле много више живописне од свих претходних. Нови материјали, који се интензивно користе, сада су од глеђа, клозоне и стакла. Материјали као што је жад, злато и клозоне се прво комбинују у појединачним уметничким објектима. Поред тога, тамна дрвена постоља за вазе или друге предмете су наставила да се праве. Они су такође поседовали доста предмета направљених од лаких материјала као што је дрво бамбуса за намештај, и наравно тканине које су служиле као одећа, или као једноставан предмет дивљења. У области калиграфије, уметници династије Ђинг су наставили да користе традиционалне стилове писања, али за разлику од калиграфа династије Минг, људи сада проучавају најстарије примере кинеског писма као пророчанства костију и бронзане судове са натписима. Са појавом хришћанских мисионара у Кини, кинески сликари научили од језуита западне технике фарбања као и перспективе коришћења вештачке боје уместо црно-белих мастила. Чак су зграде и палате грађене у западном стилу, као палата Јуангмингјуан (кин: 圓明園) која је порушена у XIX веку. Типично за чланове династије Ђинг било је то да су многи вртови, које су имали богаташи из Суџоуа и Хангџоуа.